# Epipagis hedychroalis
Epipagis hedychroalis là một loài bướm đêm trong họ Crambidae.